# Andrea Milani Comparetti

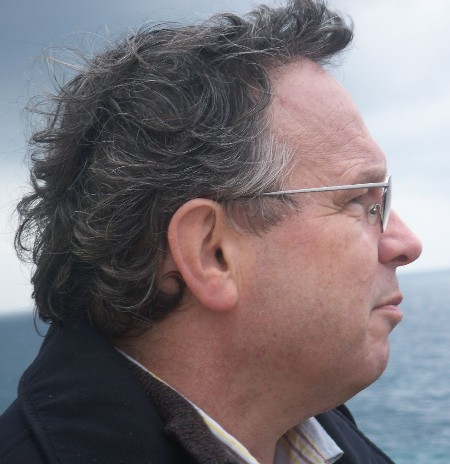
Andrea Milani Comparetti

Andrea Milani Comparetti (* 19. Juni 1948 in Florenz; † 28. November 2018 in Ghezzano) war ein italienischer Mathematiker und Astronom. Er lehrte an der Universität Pisa.

## Leben und Familie
1970 schloss Andrea Milani Comparetti sein Mathematikstudium an der Universität Mailand und später an der Scuola normale di Pisa ab. Er war Mitglied der SIMCA (Società Italiana di Meccanica Celeste e Astrodinamica) und der Internationalen Astronomischen Union. Er forschte über Himmelsmechanik, Asteroiden, Erdnahe Objekte und die BepiColombo-Mission. Milani war Experte für mögliche Impakte auf der Erde. Er berechnete 2009 im Rahmen einer Studie eine Serie von möglichen Zusammenstößen des potenziell gefährlichen Asteroiden (101955) Bennu mit der Erde im Zeitraum von 2169 bis 2199. Die Wahrscheinlichkeit eines Einschlags hängt dort von bis dahin nur unzureichend bekannten physikalischen Eigenschaften des Asteroiden ab, lag jedoch unter 0,07 %. Die OSIRIS-REx-Mission, die am 20. Oktober 2020 eine Bodenprobe von Bennu entnahm und diese am 24. September 2023 zur Erde zurückbrachte, erreichte Bennu im Dezember 2018. Kurz zuvor kam Andrea Milani bei einem Fahrradunfall ums Leben.

Animation einer Bildserie, die von OSIRIS-REx am 25. November 2018 aus etwa 80 km Entfernung von (101955) Bennu aufgenommen wurde und eine volle Umdrehung des Asteroiden zeigt

Als Hobby schrieb er Science-Fiction-Geschichten.
Sein Vater Adriano Milani Comparetti (1919–1986) war Kinder- und Jugendpsychiater, sein Onkel der sozial engagierte Priester Lorenzo Milani (1923–1967), seine Urgroßeltern sind der Philologe Domenico Comparetti und die Pädagogin Elena Raffalovich, deren Schwiegersohn Luigi Adriano Milani, ein Numismatiker und Philologe, war.

## Auszeichnungen
- 1991 wurde der Asteroid (4701) Milani nach ihm benannt.[11]
- 2010 erhielt er den Brouwer Award der American Astronomical Society.[12]
- Einer der CubeSats, die bei der Hera-Mission mitgeführt werden, trägt zu seinen Ehren den Namen Milani.

## Schriften
- mit Zoran Knežević als Herausgeber: Dynamics of Populations of Planetary Systems. Cambridge University Press, Cambridge 2005, ISBN 0-521-85203-X (eingeschränkte Vorschau in der Google-Buchsuche).
- mit Giovanni Gronchi: Theory of Orbit Determination. Cambridge University Press, Cambridge/New York 2009, ISBN 978-0-521-87389-5 (cambridge.org).